# Evangelos Marinakis
Evangelos Marinakis, in greco Ευάγγελος o Βαγγέλης Μαρινάκης (Pireo, 30 luglio 1967) è un dirigente sportivo, armatore e imprenditore greco.
È proprietario del Capital Maritime Group (tra i maggiori operatori al mondo nel campo delle navi cargo) e di Alter Ego Media (società attiva nell'ambito dei media e della comunicazione, tramite la quale controlla i quotidiani "To Vima" e "Ta Nea" e la rete televisiva Mega Channel); in ambito sportivo, è azionista di maggioranza della polisportiva greca Olympiakos e della squadra di calcio inglese del Nottingham Forest.
Ai primi del 2025 il suo patrimonio familiare era stimato in circa 3,7 miliardi di dollari USA, al terzo posto tra i miliardari greci.

## Biografia

### Famiglia e origini
Nativo del Pireo, è figlio unico di Miltiadis Marinakis (da cui ha ereditato l'attività in campo marittimo) e della moglie Irini Karakatsani. Il padre fu altresì politico nelle file del partito conservatore Nea Dimokratia, per il quale fu eletto al Parlamento greco.
Si è laureato a Londra in International Business Administration, con successivo master in relazioni internazionali.
Dal suo matrimonio con Athanasia Kassioti sono nati quattro figli.

### Attività

#### Armatore
Marinakis ha esteso e ampliato l'attività paterna di armatore: dal 1992 al 2005 ha presieduto la Capital Ship Management Corporation, poi evolutasi nella holding Capital Maritime Group, integralmente controllata da lui insieme ai suoi familiari. Essa gestisce circa 100 imbarcazioni cargo di vario genere (navi cisterna, portacontainer e portarinfuse) aventi un tonnellaggio di portata lorda medio di 10,5 tonnellate metriche, per un valore di circa 9 miliardi di dollari USA.
Tra il 2021 e i primi 10 mesi del 2022 si stima che il Capital Group abbia compiuto transazioni per un valore 5,5 miliardi di dollari, ivi compreso l'acquisto di 47 nuove navi, in particolare 14 gassiere Hyundai Heavy Industries di nuova costruzione, per una capacità di 174.000 metri cubi di gas liquefatto.
Dal 2007 la sua controllata Capital Product Partners L.P. (che ha personalmente presieduto da marzo 2007 a dicembre 2014) è quotata all'indice Nasdaq della borsa di New York; attraverso di essa, negli anni successivi, ha raccolto ingenti fondi grazie a offerte di obbligazioni. Da marzo 2010 a settembre 2011 Marinakis ha inoltre ricoperto le cariche di presidente e amministratore delegato di un'altra società quotata sui listini newyorkesi, la Crude Carriers Corporation, poi a sua volta incorporata in Capital Product Partners L.P.
Nel novembre 2018 la Capital Product Partners L.P. ha unito la propria flotta di navi cisterna con quella di Diamond S Shipping Group (controllata da WL Ross & Co), creando uno dei maggiori attori mondiali nel settore; il valore della transazione è stato stimato in 1,65 miliardi di dollari USA.

#### Stampa e media
Nel settembre 2016 Marinakis, attraverso la Alter Ego Media, si aggiudicò per 73,9 milioni di euro una licenza per impiantare una nuova stazione televisiva privata in Grecia, la quale gli fu però revocata a ottobre dopo che il Consiglio di Stato ebbe dichiarato incostituzionale la legge che aveva bandito l'asta di assegnazione delle licenze.
Nel luglio 2017 la Alter Ego rilevò ad un'asta giudiziaria il gruppo editoriale Lambrakis, proprietario dei quotidiani "Ta Nea" e "To Vima", oltre che di alcuni periodici, di una stazione radiofonica e di siti web d'informazione. La campagna di acquisizioni proseguì con l'ottenimento del 22% del canale televisivo Mega Channel.

#### Impegno sportivo
Nel 2010 Marinakis ha acquisito da Sokratis Kokkalis la maggioranza azionaria della polisportiva Olympiakos (che a suo tempo era già stata finanziata dal padre Miltiadis) e ne è divenuto presidente. Sotto la sua gestione, la sezione calcistica ha vinto più volte il campionato greco e la coppa nazionale, e anche le altre sezioni hanno ottenuto risultati significativi.
Marinakis ha altresì presieduto per due volte la Souper Ligka Ellada ed è stato vicepresidente, sempre per due volte, della Federcalcio greca. In ambito calcistico, si è caratterizzato per la dura rivalità col magnate greco-russo Ivan Savvidis, patron del PAOK Salonicco (tra le poche squadre capaci di impensierire il dominio dell'Olympiakos), che condivide con Marinakis gli investimenti in campo mediatico. Il dualismo tra di loro, unito alle rispettive capacità di spesa, ben superiori rispetto alle altre società calcistiche greche, è considerato dagli analisti una delle concause dei problemi di questo sport nel Paese.
Nel maggio 2017, l'imprenditore greco ha rilevato il pacchetto di controllo del club calcistico inglese Nottingham Forest. Sotto la sua gestione, nella stagione 2021-2022, il club è tornato in Premier League dopo 23 anni d'assenza, per poi riuscire l'anno dopo a centrare la salvezza.

#### Altre attività
Da maggio 2014, Marinakis siede da indipendente nel consiglio comunale del Pireo, carica alla quale è stato rieletto nel 2019.
Nel febbraio 2021 Marinakis ebbe un'insolita esperienza da paroliere, scrivendo il testo del singolo Eksapsi (Εξαψη) per la pop star greca Natassa Theodoridou.
Rientrano peraltro nel suo portafoglio investimenti nei settori energetico e immobiliare.

### Controversie
Marinakis è stato più volte inquisito per le sue attività: tra le altre, gli è stato contestato il coinvolgimento in un caso di traffico di eroina all'interno del porto di Atene. Nondimeno è stato accusato di aver tentato di truccare alcune partite del campionato di calcio greco e di essere stato il mandante di un attentato ai danni di un arbitro, Petros Konstantineas, che si sarebbe sottrato a un tentativo di combine. L'imprenditore ha sempre respinto le accuse e le azioni legali contro di lui si sono risolte in un nulla di fatto.